# حالت پایگی
حالت پایگی (به انگلیسی: Root position) وضعیت یک سه‌صدایی، آکورد هفت یا آکورد نهم است که پایه آکورد بدون تغییر در نت باس است. در یک آکورد ماژور دو، نُتِ دو در پایه آکورد است و فواصل سوم و پنجم در بالای آن قرار می‌گیرد.
حالت پایگی در یک آکورد هفت نمایان که ریشهٔ آکورد (نت سل) در باس است.
هر گونه صدایی در بخش‌های بالاتر از باس مجاز است به شرطی که پایه آکورد از اجزا آکورد در بخش باس باشد. اما ممکن است هر نوع آرایشی از نت‌های آکورد در بخش بالایی قرار گیرند. از جمله دوبله در اکتاو، فواصل ترکیبی یا حذف یکی از نت‌های آکورد. (به عنوان مثال: «دو - می - سل - دو»، «دو - می - سل - دو - سل»، «دو - می - دو - سل» و غیره).